# Pietro Boccabella
Pietro Boccabella (Notaresco, 19 febbraio 1919 – Pescara, 27 ottobre 2005) è stato un giornalista, commediografo e editore italiano.

## Biografia
Figlio di Pietro senior, proprietario terriero, e di Rosa De Galitiis, nel 1940 si laurea in legge presso l'Università di Roma discutendo una tesi sulla giurisprudenza tributaria. Ricco di iniziative, dotato di ottima creatività, antepone all'attività di legale quella di giornalista, di commediografo e di editore. Scrive opere teatrali presentate al teatro comunale di Teramo.
Collabora da critico teatrale al settimanale Il Solco. Dirige il periodico politico 23 Marzo. Da giornalista firma anche articoli con lo pseudonimo di Corrado Galizi. Da regista, anagrammando il suo nome e cognome, si presenta sulla stampa pubblicitaria teatrale con lo pseudonimo: "Loberto Cap-Cabeli". La passione per il teatro lo spinge a editare il mensile Palcoscenico Italiano, da avvocato tributarista pubblica anche il mensile Selezione Commerciale.
Dal 1939 al 1943 è direttore del "Teatro GUF" (Gioventù Universitaria Fascista) di Teramo, uno dei sette teatri stabili italiani allora in fervente attività. Nel teatro comunale di Teramo mette in scena alcune sue opere teatrali tra le quali si ricordano: Ho visto brillare una stella, Un tipo straordinario, Mia moglie vuole sposarmi, Una segretaria in gamba e la commedia in tre atti È fuggita una ragazza. Per la scenografia si avvale della collaborazione di Giancamillo Rossi. Il noto regista Ruggero Jacobbi presenta alcune sue commedie anche all'estero.
Nel 1941, dà vita, a Teramo, alla Editrice Sabella. Nel 1958, trasferitosi a Pescara, fonda l'Editoriale Trebi. A Pescara, con lo stabilimento tipografico "L'arte della stampa", (rilevato, nel 1970, dalla ditta Stracca), svolge una considerevole attività imprenditoriale. Disponendo di un proprio stabilimento tipografico crea la Società A.G.E.A. (Arti Grafiche Editoriali Abruzzesi). Pubblica edizioni in folio e volumi d'arte ottimamente rilegati. Secondo antichi canoni tipografici stampa ancora a braccia avendo in ditta l'impressore Giovanni Patané.
Nel 1958, dopo 12 anni di attività editoriale e teatrale nel teramano, trasferisce la Trebi a Pescara, in Via Teramo. Ai testi dedicati alle problematiche storiche artistiche e culturali d'Abruzzo si aggiungono opere scolastiche. La Trebi comincia a pubblicare volumi di carattere didattico relativi all'insegnamento del latino, dell'inglese, della matematica, dellalgebra e del disegno. Nel 1962, la legge istitutiva della Scuola Media Unica non prevede più l'insegnamento del latino nella secondaria di primo grado. La Trebi è costretta a mandare al macero gli ottimi testi latini redatti da Sabatino De Patre, Armando ed Ernesto Villani, Raffaele Passino, Ettore Lombardo Fiorentino, Virgilio Lo Giudice, Carmine Auriemma e Giuseppino Mincione. Trascorse queste contingenze, la Trebi torna a pubblicare opere protese alla valorizzazione della cultura regionale.
Nel 1967 fonda la rivista La Regione, mensile di politica-cultura-documentazione.
Pietro Boccabella non aveva alle spalle insegnamenti accademici relativi all'arte dell'editare, né aveva frequentato scuole del libro o vissuto in tipografie di rinomati maestri stampatori, eppure le sue edizioni risultano tecnicamente ineccepibili. Conoscitore di edizioni aldine e bodoniane, studioso di incunaboli, di codici miniati, di cinquecentine venete, di evangelari ambrosiani e di Exsultet campani, rimase ancorato all'impianto tipografico di antica memoria. Per le sue imprese editoriali richiese matrici xilografiche per rendere eleganti le aperture delle sue pubblicazioni, protese verso orizzonti editoriali d'arte. Pietro Boccabella, quindi, è stato editore dal talento naturale. Si era formato da solo studiando soprattutto i miniaturisti abruzzesi, a cominciare da Muzio Di Cambio da Teramo, per finire ai prototipografi aquilani e ai maestri stampatori di Chieti e Teramo. Conosceva bene anche gli "stampa - santi" camplesi e il loro patrimonio iconografico. Autodidatta sin dalle prime pubblicazioni ha dimostrato di possedere conoscenze di tecniche impressorie, di caratteri onciali, di iconografie classiche e di sistemi tipografici legati alle macchine piane. Per queste innate qualità, Pietro Boccabella è considerato, ancora oggi, punto fermo nella storia della produzione libraria abruzzese. Per un'obiettiva ricostruzione dell'editoria aprutina, compresa tra l'antico e il nuovo modo di intendere e realizzare il libro, non si può prescindere dalle sue edizioni.
Muore a Pescara il 27 ottobre del 2005 nella sua abitazione di via Milano.

## Onorificenze
- Nel 2001, il presidente dell'Ordine dei giornalisti Abruzzesi gli conferisce un'onorificenza per gli oltre 50 anni di giornalismo attivo.
- Nel 1984 riceve dall'Amministrazione Comunale di Pescara, città nella quale ha svolto l'attività di editore e stampatore, l'onorificenza di "Maestro della stampa pescarese".

## Opere teatrali
- Un tipo straordinario, commedia in tre atti, rappresentata al Comunale di Teramo il 12 marzo 1939.
- Verso la gloria, dramma in tre atti, opera presentata ai Littorali del Teatro del 1940.
- Mia moglie vuole sposarmi, commedia in tre atti, rappresentata al Comunale di Teramo il 25 maggio 1941, Teramo, Ed. Sabella, 1943.
- Le Signore non parlano d'altro, commedia in tre atti, primo premio ai Prelittorali dello Spettacolo, 1941.
- Una segretaria in gamba, commedia in tre atti, rappresentata al Comunale di Teramo il 4 gennaio 1941.
- È fuggita una ragazza, commedia in tre atti, rappresentata al Comunale di Teramo il 3 dicembre 1941. Teramo, C.E.T.T., 1942.
- Ho visto brillare una stella, commedia in tre atti. In programma per la stagione teatrale del Teatro GUF del 1942.
- Foglie d'autunno, delirio drammatico in un prologo, 5 momenti e un epilogo, Teramo, Ed. Sabella, 1943.
- I vagabondi sotto le stelle, momento drammatico, Teramo, Ed. Sabella, 1943.
- La terza collina, tre momenti drammatici, Teramo, Ed. Trebi, s.d., l'opera venne pubblicata come supplemento alla rivista Palcoscenico Italiano.
- Prime luci, dramma in tre atti. [Il manoscritto si conserva nell'archivio degli eredi]
- Don Abbondio, riduzione teatrale in tre atti e sei quadri, da I Promessi Sposi di Alessandro Manzoni. [Il manoscritto si conserva nell'archivio degli eredi]
- Fred in imbarazzo, commedia umoristica in un atto. [Il manoscritto si conserva nell'archivio degli eredi]
- Un uomo sulla via, tre atti drammatici, opera composta in collaborazione con Giovanni Boccabella. [Il manoscritto si conserva nell'archivio degli eredi]
- Piccolo cielo, commedia. [Il manoscritto si conserva nell'archivio degli eredi]
- Il processo all'amore, commedia in due atti. [Il manoscritto si conserva nell'archivio degli eredi]
- Come allora, commedia in un atto. [Il manoscritto si conserva nell'archivio degli eredi]

## Catalogo opere edite

### Società Sabella
- Aa. Vv., Palcoscenico Italiano, rivista mensile, 1941.
- Aa. Vv. Selezione Commerciale, rivista mensile, 1941.
- Pietro Boccabella, Mia moglie vuole sposarmi (brossura), Teramo, 1943.
- Pietro Boccabella, Foglie d'autunno (brossura), Teramo, 1943
- Pietro Boccabella, I vagabondi sotto le stelle (brossura), Teramo, 1943

### Trebi
- Carino Gambacorta, L'Abruzzo teramano nella letteratura e nell'arte, Pescara, 1958, pp. 144, brossura e tela.
- Carino Gambacorta, Intorno agli abruzzesismi di Fedele Romani, Pescara, 1958, pp. 58.
- Aa. Vv., Le Opere di Vincenzo Cerulli – 1959, Saggio Scientifico, Pescara, 1959, pp. 164, brossura e tela.
- Riccardo Cerulli, Giulianova 1860, 1959, Abruzzesistica, Pescara, 1960, pp. 236 brossura e tela.
- Guide D'Italia, Collana di Guide Economico-Storico-Turistiche a cura di Corrado Galizi, Pescara, 1959, pp. 216, brossura e tela.
- Luigi Brigiotti, Strada Facenne, Pescara, 1959, pp. 284, brossura e tela.
- Olga Cappelletti, La Moderna Problematica della Letteratura Infantile, Saggio Scientifico, Pescara, 1959, pp. 148, brossura e tela.
- Carino Gambacorta, Il Museo Civico Di Teramo- Discorso pronunciato in occasione della riapertura della struttura museale. Pescara, 1959, pp. 16.
- Michele Di Carlo, Fuochi di ginestra, Pescara, 1959, pp. 189, brossura e tela.
- Il Nuovo Codice Stradale, Pescara, 1959, pp. 246, brossura e tela.
- Fedele Romani, Colledara e da Colledara a Firenze, Pescara, 1960, pp. 344, brossura e tela.
- G.Cameli, I Canti Di Fortunello, Pescara, 1960, pp. 270, brossura e tela.
- Paolo Giovannelli, Schegge, Aforismi, Pescara, 1960, pp. 144, brossura e tela
- Fedele Romani, Opere, Pescara, 1960, pp. 334, brossura e tela.
- Luigi Braccili, Antologia degli Artisti Abruzzesi Contemporanei, Pescara, 1960, brossura e tela.
- Dante Pasquali, La Mia Lirica Prigioniera, Pescara, 1961, pp. 64.
- Fernando Aurini, Abruzzesi e Molisani per l'Unità d'Italia, Pescara, 1961, Abruzzesistica, pp. 124.
- Giuseppino Mincione, Ovidio nella sua terra e poeta d'amore, Pescara, 1961, pp. 52.
- Luigi Illuminati - Giuseppino Mincione, Fedele Romani e Colledara, Pescara, 1961, pp. 84, brossura e tela.
- Carino Gambacorta, Civitella del Tronto e la sua storia, Pescara, 1962, pp. 144, brossura e tela.
- Giuseppino Mincione, I Rapporti tra Stato e individuo nel mondo greco-romano, Pescara, 1962, pp. 64.
- Francesco Barberini, Il clima spirituale del Risorgimento, Pescara, 1962, pp. 62.
- Mastrangelo Di Loreto - Gallerati Verzieri, Poesie, Pescara, 1963, pp. 140.
- Alfredo Lucani, Poesie, Pescara, 1963, pp. 206, brossura e tela.
- Sabatino De Patre, Pazzejenne, Pescara, 1963, pp. 158, brossura e tela.
- Renato De Stephanis, Fatte e fattarille, Pescara, 1964, pp. 100.
- Riccardo Cerulli, La Famiglia Delfico nel Risorgimento, Pescara, 1964, pp. 32.
- Muzzio Muzi, Teramo Garibaldina, Pescara, 1965, pp. 112, brossura e tela.
- Luigi Illuminati, Ovidio nella critica antica e moderna Pescara, 1965, pp. 144.
- Tommaso Santilli, La Poesia del 900, L'ermetismo (G.Ungaretti- E. Montale-S.Quasimodo) Pescara, 1966, pp. 104.

### La Regione
- Collane di poesie italiane.
- Collane di poesie dialettali -Abruzzesistica.
- Collane di teatro.
- Tullio Bosco, Accadeva a Pescara, novelle.
- Giuseppe Tontodonati, Terra Lundane, 1980, sonetti abruzzesi.
- Giuseppe Tontodonati, Storie Paesane, ( II edizione ), 1982, sonetti abruzzesi.
- Giuseppe Tontodonati, Sa' Mmalindine, 1983, sonetti abruzzesi.
- Giuseppe Tontodonati, Canzoniere d'Abruzzo, 1986, poesie, brossura e tela.
- Adua e Vito Giovannelli, Zampognari d'Abruzzo nel folclore e nell'arte,
- Guido Giuliante, L'Abruzzo di Vito Giovannelli, numero speciale.
- Aa. Vv., La Pesca nelle acque interne dell'Abruzzo, 1987/1992, (sotto l'egida della Regione Abruzzo).
- Aa. Vv., Storia dello Sport Abruzzese, 1991, (sotto l'egida della Regione Abruzzo)
- Giuseppino Mincione, Il mito della volpe incendiaria in Ovidio, Saggio letterario.
- Giuseppino Mincione, La poesia latina in Cesare De Titta, Saggio letterario.
- Giuseppino Mincione, La carità del natio loco in Gabriele D'Annunzio, Saggio letterario.
- Camillo Tollis, Profilo storico di Antrodoco, Saggio storico.
- Orlando Veggetti, Villa Badessa, da isola linguistica ad oasi rituale, Saggio storico.

## Opere
- Annuario della Stampa Italiana, 1954-1955, Milano, ed. Fratelli Bocca. [Gli Autori affermano che Pietro Boccabella esordì come giornalista nel 1935, p. 1231]
- Loberto Cap-Cabeli (a cura di), Rassegna dei teatri Guf, Teramo, Ed. Sabella, 1942, pp. 56,57.
- Ugo De Luca-Mario Zuccarini, Catalogo dei periodici abruzzesi posseduti dalla biblioteca provinciale “A. C. De Meis” di Chieti, Chieti, scheda 638, Voci d'Abruzzo, tra i collaboratori è citato Pietro Boccabella.
- Dario D'Alessandro, I periodici editi in provincia di Pescara, Pescara, Ed. Amministrazione Provinciale, 1980, pp. 59,63. [L'Autore presenta la Rivista La Regione- rassegna di vita abruzzese e Selezione Commerciale]
- Anonimo, Al Teatro del GUF di Teramo, uno dei sette Sperimentali Stabili Italiani in funzione dal 1939 al 1943, nati dalla passione dei Fratelli Boccabella (Pietro, Giovanni e Vittorio) in “Il Tempo”, Roma, 19 maggio 1980.
- Luigi Braccili, Un fraterno amico, un uomo da interpretare. [L'Autore parla di Fernando Aurini e fa riferimenti a Pietro Boccabella editore], in Fernando Aurini, Memorie d'Abruzzo, Teramo, Edigrafital, 2006, pp. 58,345.
- Vito Giovannelli, Boccabella Pietro (1919- 2005), in Gente D'Abruzzo - Dizionario Biografico, Castelli, vol. I, pp. 315 – 318.